# 亨利十世 (羅伊斯-洛本施泰因)
亨利十世（德語：Heinrich X.，1621年9月9日—1671年1月25日），羅伊斯-洛本施泰因伯爵，1647年至1671年在位。

## 家庭
1647年，亨利十世與羅伊斯-上格賴茨的瑪麗·希比爾結婚，兩人共有4子4女：
1. 亨利三世（1648年—1710年），羅伊斯-洛本施泰因伯爵
2. 亨利五世（1650年—1672年）
3. 亨利八世（1652年—1711年），羅伊斯-赫希貝格伯爵
4. 瑪格達列娜·多蘿西亞（1653年—1705年）
5. 海因里克·朱麗安娜（1654年—1728年）
6. 艾蕾諾爾（1661年—1696年）
7. 希比爾·弗蕾德里克（1661年—1728年）
8. 亨利十世（1662年—1711年），羅伊斯-埃伯斯多夫伯爵